# Wilton E. Hall

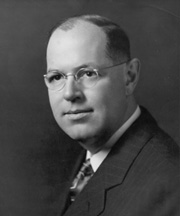
Wilton E. Hall

Wilton Earle Hall (* 11. März 1901 in Starr, Anderson County, South Carolina; † 25. Februar 1980 in Anderson, South Carolina) war ein US-amerikanischer Geschäftsmann und Politiker (Demokratische Partei), der den Bundesstaat South Carolina für kurze Zeit im US-Senat vertrat.
Wilton Hall besuchte zunächst die öffentlichen Schulen und später die Furman University in Greenville. Im Jahr 1924 war er Gründer einer in Anderson erscheinenden Tageszeitung: 1929 erwarb er zudem eine Abendzeitung. 1935 rief Hall den Radiosender WAIM-AM ins Leben. Zwischen 1934 und 1938 fungierte er als Vorsitzender des Planungsausschusses von South Carolina.
Nach dem Tod von US-Senator Ellison D. Smith am 17. November 1944 wurde Hall zu dessen Nachfolger im Kongress ernannt. Seine Amtszeit in Washington, D.C. begann am 20. November 1944 und endete bereits am 3. Januar 1945; an diesem Tag wurde er von Olin D. Johnston abgelöst, der Senator Smith zuvor bei der Wahl besiegt hatte. Hall zog sich danach wieder aus der Politik zurück und war in der Folge wieder als Herausgeber des Anderson Independent und der Daily Mail of South Carolina tätig; später kam noch das Magazin Quote hinzu. Außerdem gründete er 1953 den Fernsehsender WAIM-TV.